# Bee Gees History
Az Bee Gees History  című lemez a Bee Gees Japánban megjelent válogatáslemeze.

## Az album dalai
1. New York Mining Disaster 1941 (Barry és Robin Gibb) – 2:12
2. To Love Somebody (Barry és Robin Gibb) – 3:01
3. Massachusetts (Barry, Robin és Maurice Gibb) – 2:25
4. Holiday (Barry és Robin Gibb) – 2:57
5. Words (Barry, Robin és Maurice Gibb) – 3:17
6. I've Gotta Get a Message to You (Barry, Robin és Maurice Gibb) – 3:04
7. In the Morning (Barry Gibb) – 3:57
8. Melody Fair (Barry, Robin és Maurice Gibb) – 3:50
9. Don't Forget to Remember (Barry és Maurice Gibb) – 3:32
10. Lonely Days (Barry, Robin és Maurice Gibb) – 3:47
11. How Can You Mend a Broken Heart? (Barry és Maurice Gibb) – 4:00
12. Jive Talkin'  (Barry, Robin és Maurice Gibb) – 3:37
13. You Should Be Dancing (Barry, Robin és Maurice Gibb) – 4:18
14. How Deep Is You Love (Barry, Robin és Maurice Gibb) – 3:41
15. Stayin' Alive (Barry, Robin és Maurice Gibb) – 4:48
16. Night Fever (Barry, Robin és Maurice Gibb) – 3:33
17. Too Much Heaven (Barry, Robin és Maurice Gibb) – 4:57
18. Tragedy (Barry, Robin és Maurice Gibb) – 5:05
19. Living Eyes (Barry, Robin és Maurice Gibb) – 4:16

## Közreműködők
- Bee Gees